# Villa Bartolomea
(Angiolo Poli, El me paese)
Villa Bartolomea (Vila in dialetto locale) è un comune italiano di 5 897 abitanti della provincia di Verona in Veneto.

## Geografia fisica

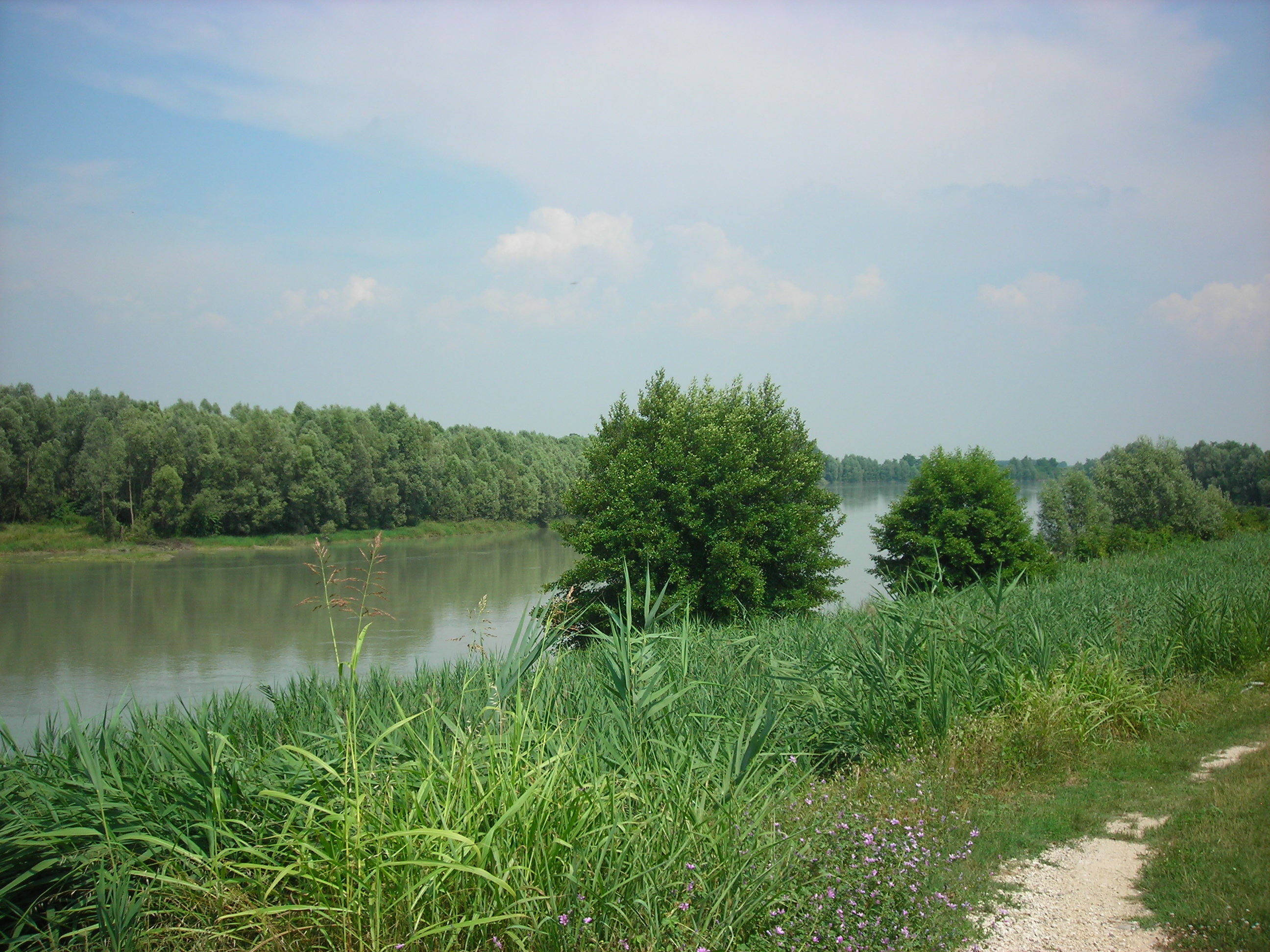
Panorama del fiume Adige dall'argine di Villa Bartolomea

Villa Bartolomea dista 42 chilometri da Rovigo e 49 chilometri da Verona. Rispetto al capoluogo è in posizione sud est ed è il penultimo comune lungo il corso dell'Adige prima della provincia di Rovigo. Gran parte del territorio comunale è occupato dalle ampie Valli Grandi Veronesi, mentre gli insediamenti urbani di Villa Bartolomea, Spinimbecco e Carpi si sviluppano nelle vicinanze del fiume. La frazione di San Zeno in Valle, ormai in spopolamento, è situata al confine meridionale del comune, presso il fiume Tartaro e il Canale Emissario.
Villa Bartolomea confina ad ovest con il comune di Legnago, a nord con Terrazzo, ad est con Castagnaro, mentre a sud il confine è delimitato dalla Provincia di Rovigo, con i comuni di Castelmassa e Castelnovo Bariano.
Il territorio di Villa Bartolomea, per gran parte compreso all'interno delle Valli Grandi Veronesi, fu a lungo minacciato dal dilagare delle paludi, arrestate solo grazie alla costruzione di argini. Dopo numerosi tentativi, il problema fu risolto in epoca moderna grazie alle bonifiche. Ciò permise di convertire il territorio in terreno agricolo e portò alla creazione della frazione di San Zeno in Valle.

## Storia
I primi insediamenti sembrano risalire all'Età del Bronzo, testimoniati dalla presenza di una necropoli del XIII-XII secolo a.C. È ormai certo che la zona fu abitata da Paleoveneti ed Etruschi, anche se i reperti più numerosi, scoperti nelle zone di campagna, appartengono al periodo romano.
La prima menzione di Villa Bartolomea in documenti ufficiali si ha alla fine del IX secolo e nel 1184 col nome di Villa Cervionus.
In epoca medievale il territorio del comune rimase sotto il dominio dei Della Scala dal 1262 al 1387, per passare quindi, fino al 1797, a quello della Repubblica di Venezia.
L'anno 1392 le terre di Villa Bartolomea furono assegnate in feudo, tramite il vescovo veronese, al condottiero Niccolò Terzi il Vecchio, allora reggente il Consiglio visconteo per le Partes de ultra Mincium e Podestà di Verona, a compenso dei servigi resi a Gian Galeazzo Visconti. Mentre le frazioni di Carpi d'Adige e Spinimbecco sono assegnate in feudo a Luigi Dal Verme, Conte di Sanguinetto, Bobbio e Voghera e già assegnatario di molti feudi nel territorio veronese. In seguito il feudo è confiscato ed assegnato ai Barbarigo.
Passata in eredità al figlio di Niccolò, Ottobuono de' Terzi, signore di Parma e Reggio Emilia, dopo l'assassinio di questi il 27 maggio 1409, Villa Bartolomea divenne il rifugio della sua vedova Francesca da Fogliano che, posta sotto la protezione della Repubblica di Venezia, era fuggita da Parma nei primi giorni del 1410 con i giovanissimi figli Niccolò Carlo, Caterina e Margherita. Signora di Villa Bartolomea, Francesca da Fogliano conobbe qui un altro vedovo, il conte Ludovico dei San Bonifacio di Lendinara, d'illustre famiglia padovana, già capitano d'armi dei Da Carrara, degli Estensi e a fianco di Braccio da Montone, il quale, schifando ormai la guerra, aveva preferito ai campi di battaglia i pacifici studi umanistici e teologici. La nuova signora di Villa Bartolomea, che nei documenti reca il titolo di contessa della Valle, sposò il conte Ludovico il 30 dicembre 1417. Dal nuovo matrimonio nacquero poi sei figli: Bernardo, Silvio e Rizzardo, Isotta, Alisia e Violante. A questa figliolanza s'aggiungeva quella avuta da Francesca e Ludovico nei loro precedenti matrimoni. Due di questi figli, Marugolato, detto alla veneta Marugolà, il primogenito di Ludovico, e Margherita, l'ultimogenita di Francesca e Ottobuono de' Terzi, convolarono anch'essi a nozze. Con loro si radicò definitivamente la discendenza a Villa Bartolomea dei conti di San Bonifacio.
In seguito al Trattato di Campoformio, Villa Bartolomea passò sotto il controllo austro-ungarico come parte del Regno Lombardo-Veneto, per venire infine annessa al Regno d'Italia a seguito della terza guerra di indipendenza nel 1866.

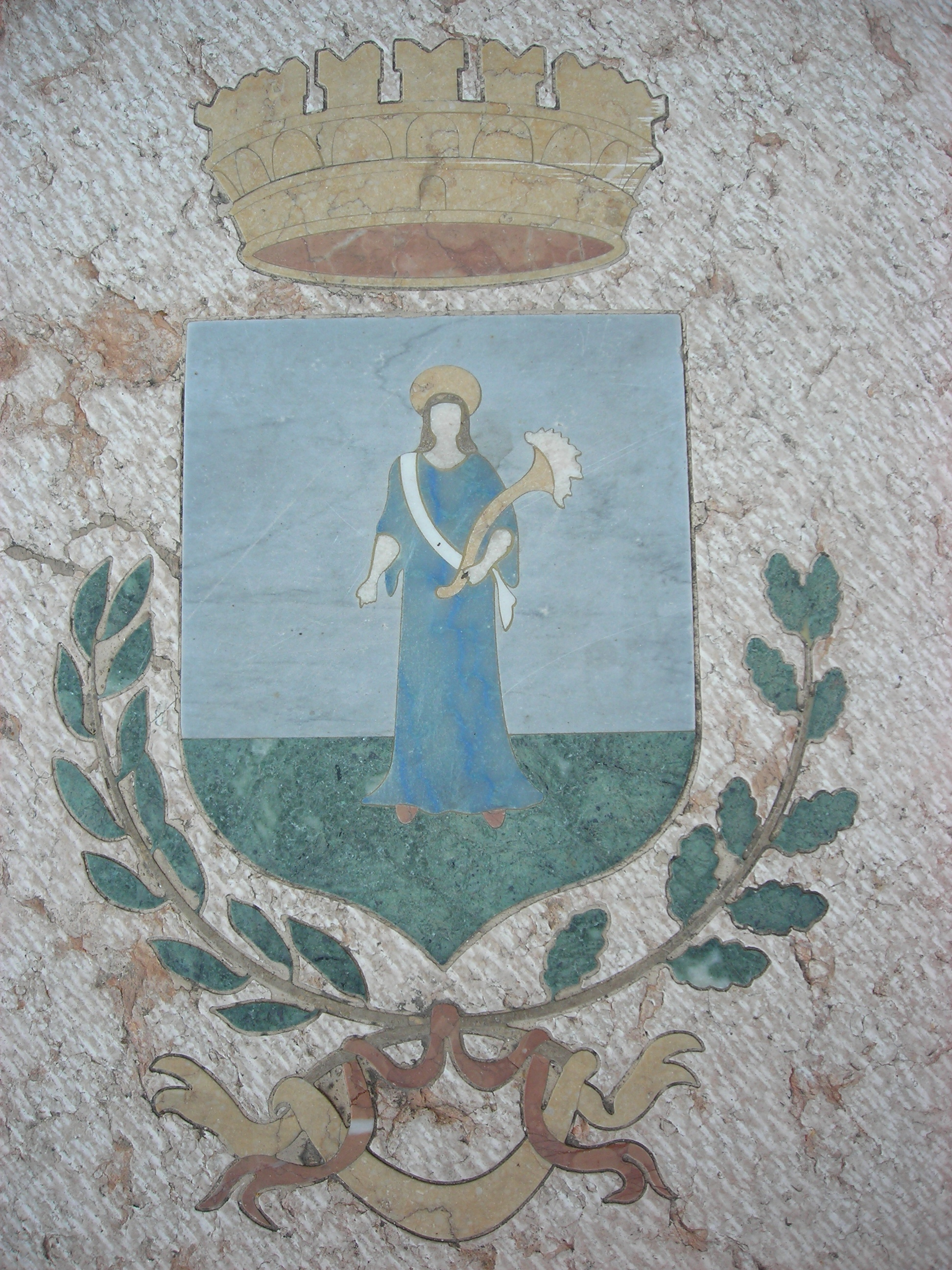
Lo stemma comunale, presente sui nuovi marciapiedi del corso principale

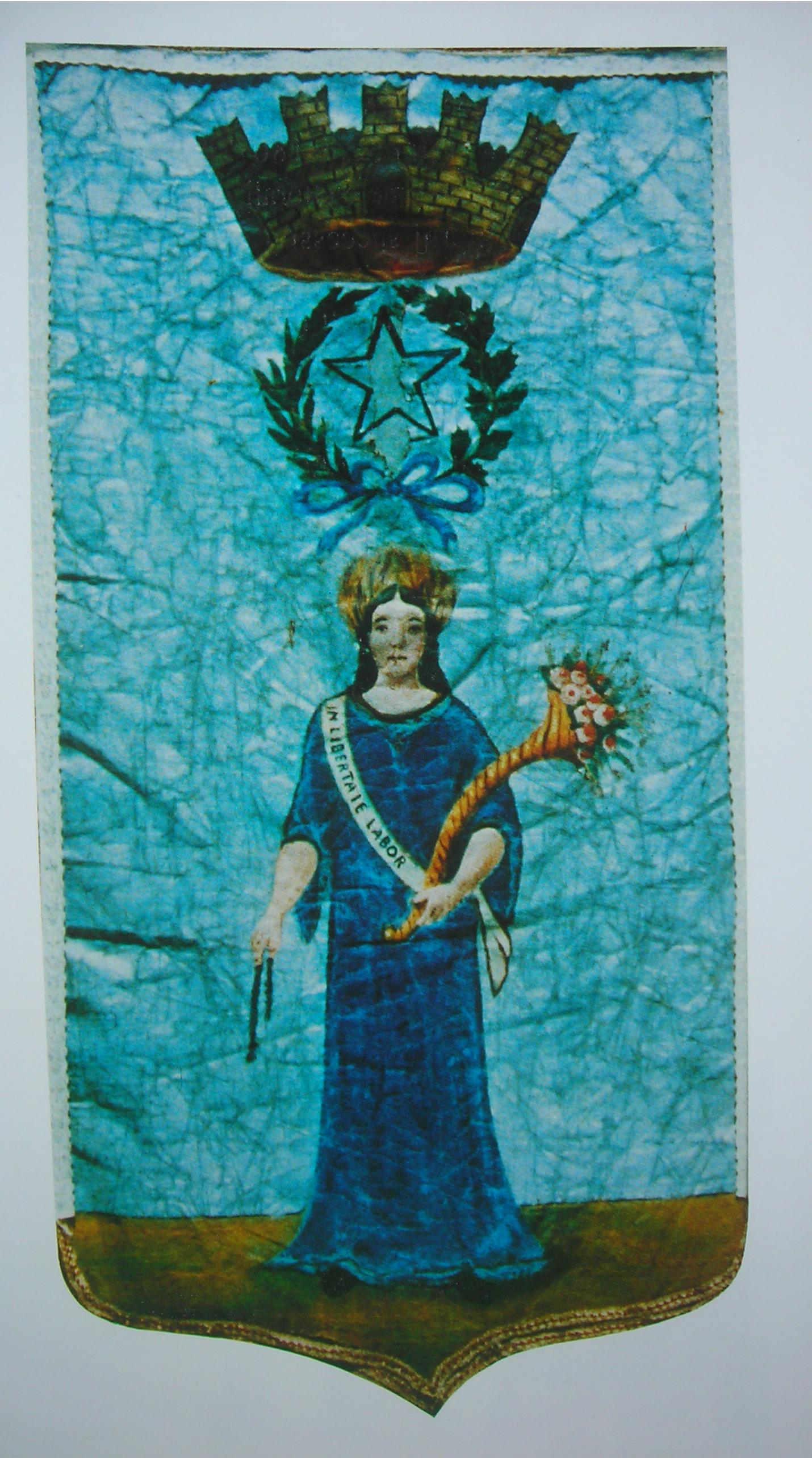
Altra raffigurazione dello stemma

### Simboli
Lo stemma del comune di Villa Bartolomea, concesso con regio decreto 20 luglio 1872, è rappresentato da una donna con una tunica blu e si rifà ad una precisa simbologia: la catena spezzata, stretta nella mano destra, è simbolo di libertà, mentre la cornucopia, nella mano sinistra, rappresenta la fertilità. La fascia sul petto (o in alternativa un drappo alla base dello stemma) reca il motto latino In libertate labor.
Il gonfalone è un drappo troncato di bianco e di verde.

## Società

### Evoluzione demografica
Abitanti censiti

## Monumenti e luoghi d'interesse

### Architetture religiose

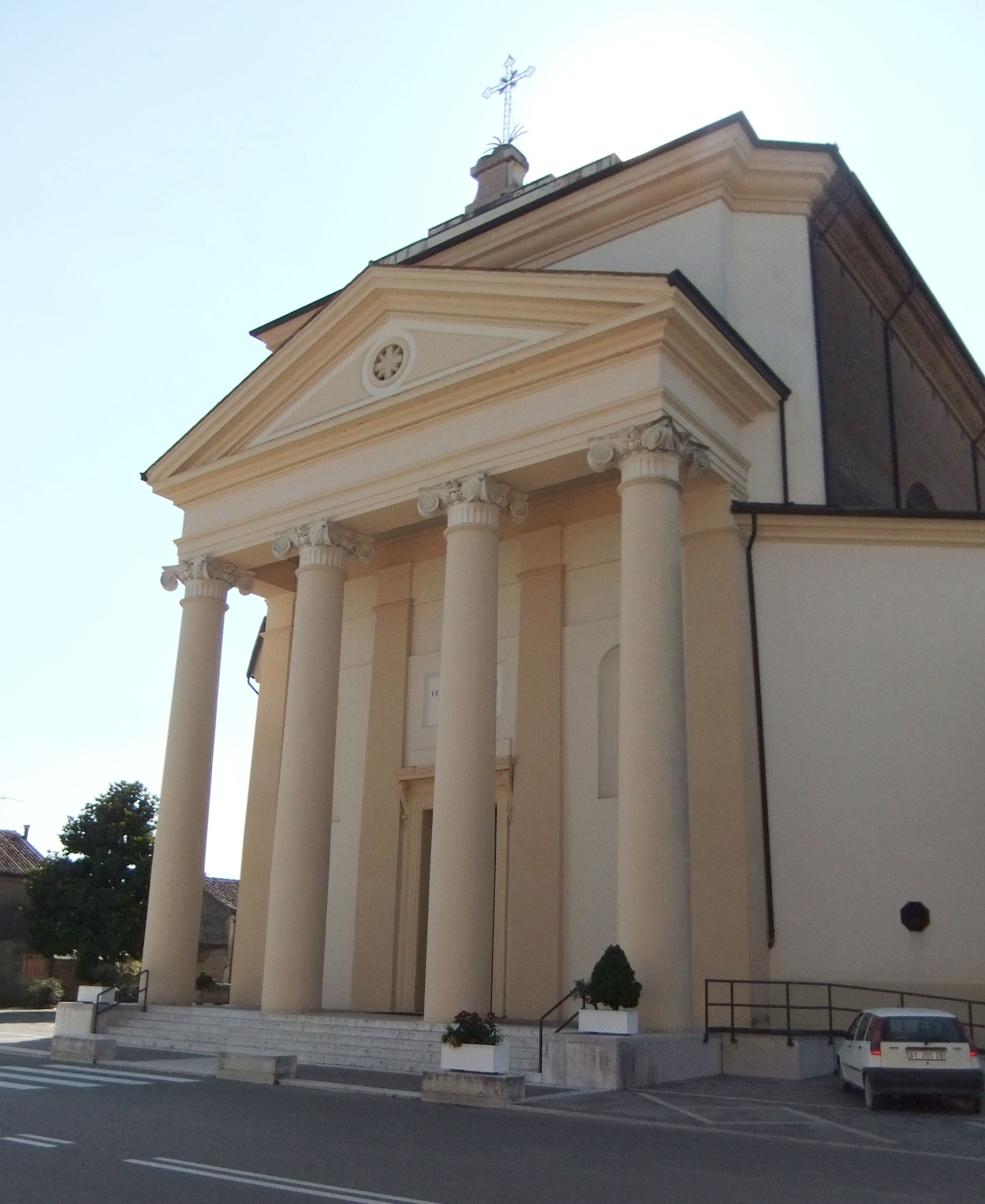
Chiesa di San Bartolomeo apostolo a Villa Bartolomea

- Chiesa a S.Bartolomeo (Villa Bartolomea) - XIX secolo

La chiesa è dedicata alla memoria di san Bartolomeo e la sua costruzione venne conclusa nel 1855. Fu edificata in sostituzione della chiesa romanica del capoluogo a partire dal 1841 e i lavori subirono numerosi rallentamenti, dovuti a problemi economici e meteorologici. Il nuovo campanile, di cui rimane solo il basamento, non venne mai edificato. La chiesa può contare anche sulla Corale San Bartolomeo, che spesso accompagna le celebrazioni religiose.
- Chiesetta della Madonna della Salute (Villa Bartolomea) - XX secolo

La chiesetta, situata alla conclusione di corso Fraccaroli, venne costruita nel 1920 e dedicata alla Madonna della Salute, proseguendo la tradizione del capitello già presente in zona Fondovilla. Il minuscolo campanile ospita due campane provenienti da zone di guerra (da Meolo, in provincia di Venezia e dalla Libia). Durante la seconda guerra mondiale la chiesetta venne danneggiata e, in seguito, ristrutturata. Nel 1974, a causa delle condizioni precarie in cui versava, la chiesetta venne totalmente rifatta. A tutt'oggi costituisce un importante punto di riferimento per il rosario ed il culto mariano, nonché per la tradizionale sagra di inizio ottobre.
- Chiesa di Santa Maria Assunta (Spinimbecco) - XIX secolo

La chiesa parrocchiale della frazione di Spinimbecco è dedicata a Santa Maria Assunta ed è stata costruita agli inizi dell'Ottocento, al posto di quella costruita nel 1355, di cui resta il campanile, più volte ristrutturato nel corso dei secoli. Gli altari della chiesa sono pregevole opera del barocco veronese del XVII secolo e provengono dall'oratorio del Cristo in San Giorgio in Braida, Verona, in seguito alla sua soppressione per volere di Napoleone.
All'interno della chiesa si trovano alcune opere di notevole valore: la tavola lignea Madonna dal Grembo Beato e san Rocco del XVII secolo, la pala dell'altare di S. Antonio, attribuita al pittore veronese Antonio Balestra, datata XVII secolo e la pala dell'Immacolata, con i Santi Francesco di Paola e Teresa d'Avila, del pittore ferrarese Carlo Ricci, firmata e datata 1778.
- Oratorio di Sant'Anna (Villa Bartolomea)

L'oratorio dedicato a sant'Anna venne costruito nel 1798 dalla famiglia Viero nella proprietà adiacente all'attuale Villa Viero-Panziera-Ghedini ed ottenne, a spese della stessa famiglia, la presenza stabile di un cappellano.
Negli ultimi anni sono stati svolti lavori di ristrutturazione e restauro esterno che hanno interessato gli intonaci e la stabilita della piccola torre campanaria.
- Chiesa di Santa Margherita (Carpi di Villa Bartolomea)

La nuova chiesa della frazione venne costruita nel 1886 e consacrata nell'agosto dello stesso anno a santa Margherita. Il progetto della chiesa risale al 1850, quando il parroco e la comunità decisero di sostituire quella precedente: la proposta ufficiale risale al 1852, mentre la prima pietra venne posata nel 1856, su progetto dell'architetto Benedetto Ferrari di Legnago. La chiesa è in stile neoclassico, ad una navata, e misura 44,50 metri in lunghezza, 13 metri in larghezza e, nel punto centrale, 19 metri in altezza. Le statue furono scolpite dal vicentino Pietro Belcaro: due statue furono collocate sulla facciata, mentre altre sette, rappresentanti i sette sacramenti, furono collocate all'interno. Risale invece al 1964 l'inaugurazione del nuovo battistero.
- Campanile di Carpi

Il campanile della chiesa di Carpi, uno dei più alti della bassa Veronese, risale all'inizio del XX secolo: don Quirino Maestrello, parroco della frazione, convinse i parrocchiani della necessità di un nuovo campanile in sostituzione di quello vecchio, ormai pericolante. Preso a modello il nuovo campanile di Begosso, eretto nel 1912, la prima pietra venne posata nel 1913 e i lavori si conclusero l'anno seguente, con l'inaugurazione del settembre 1914. Nel campanile vennero collocate nuove campane con iscrizioni in latino composte da Don Carmelo Martini, allora curato di Carpi.

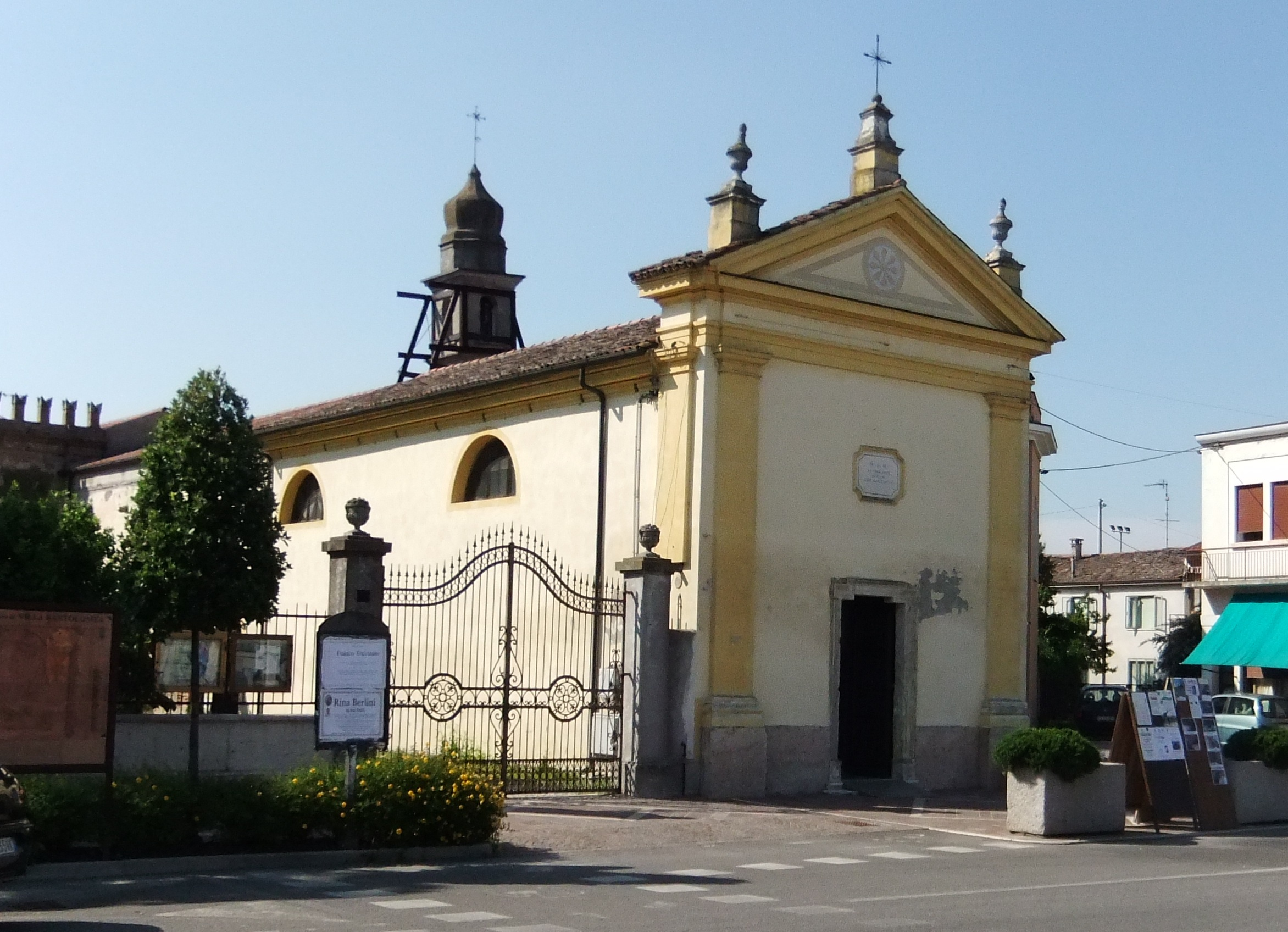
Oratorio di Sant'Anna a Villa Bartolomea
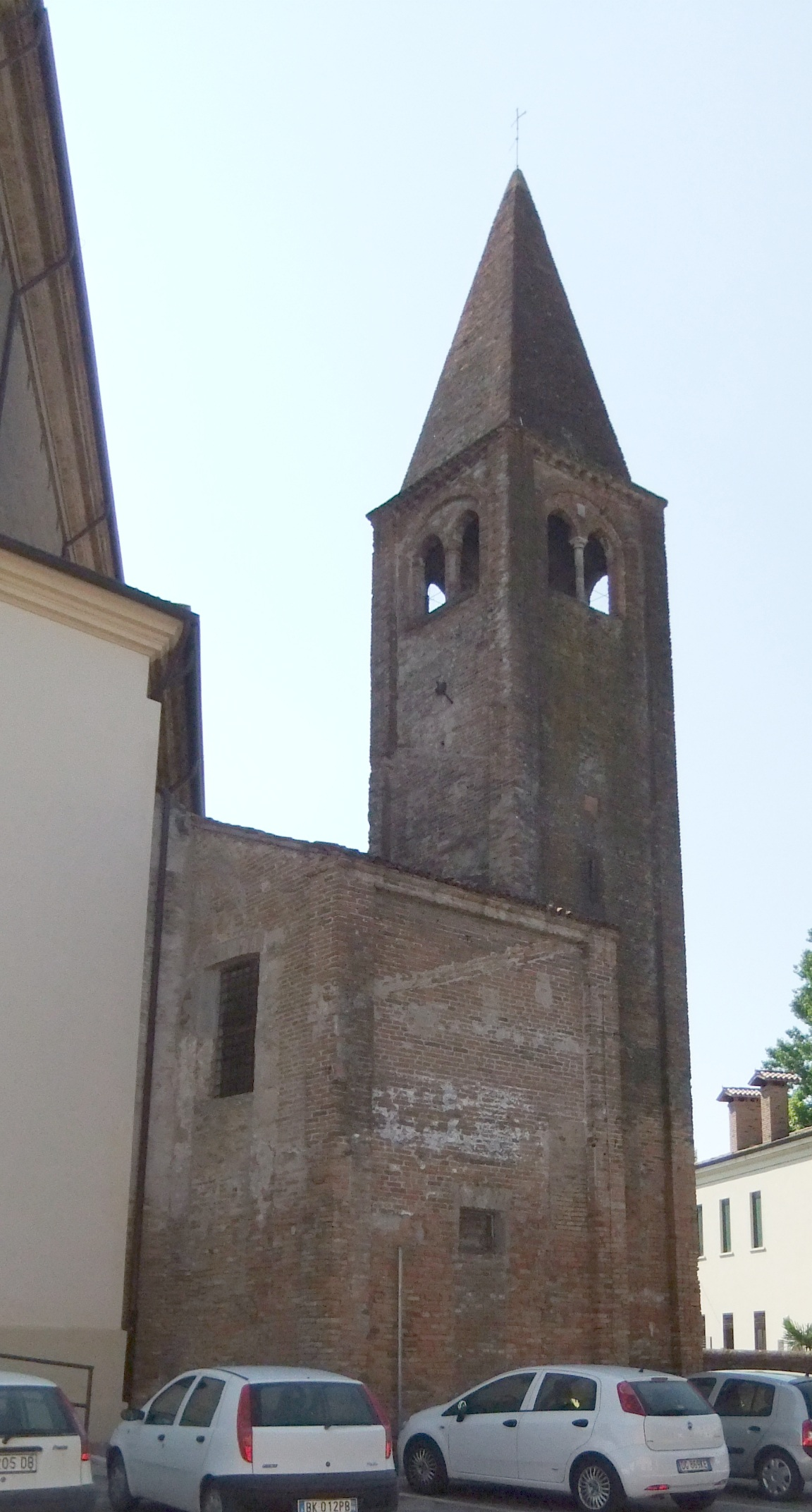
Campanile romanico a Villa Bartolomea
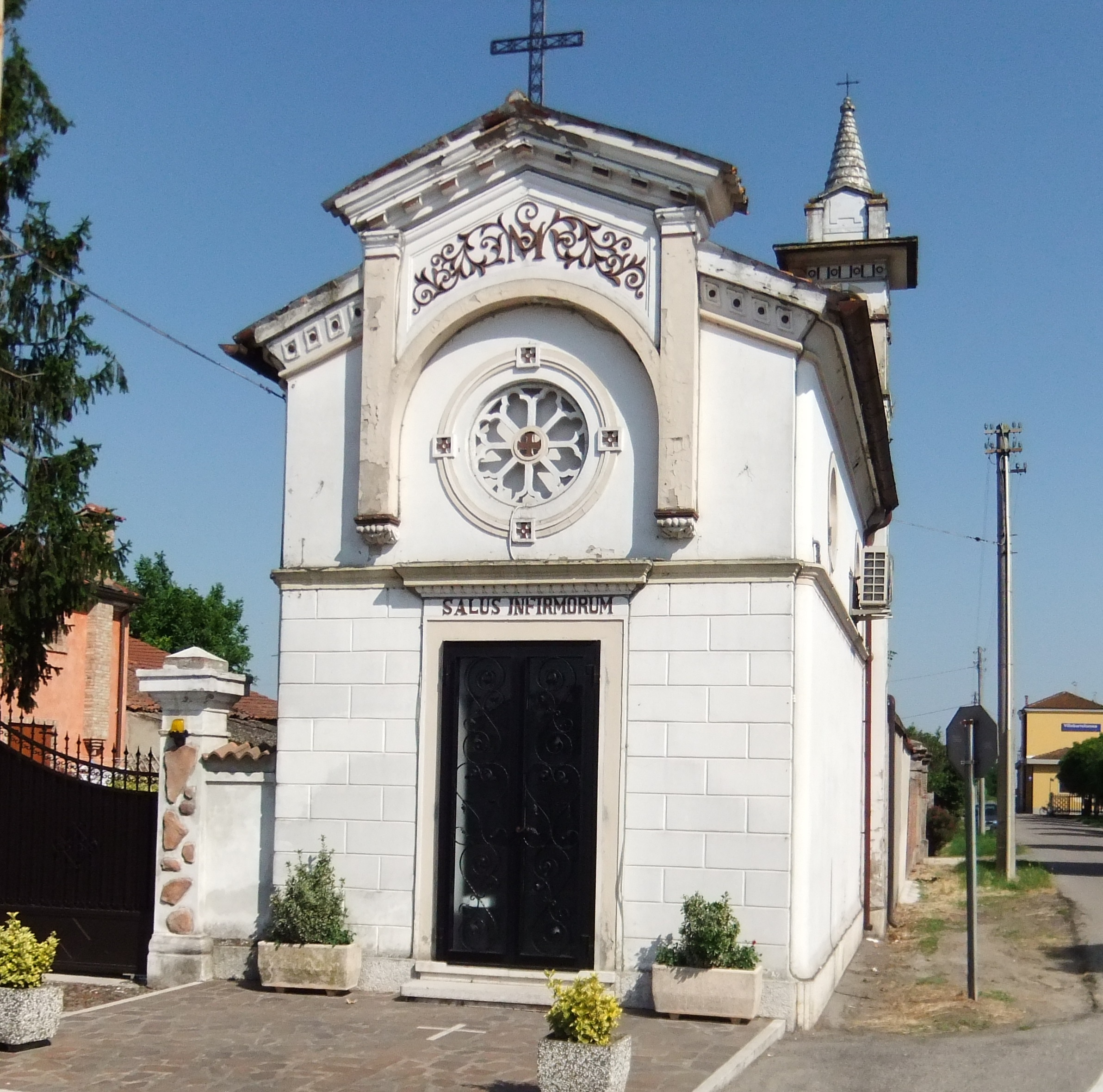
Chiesetta della Madonna della Salute a Villa Bartolomea
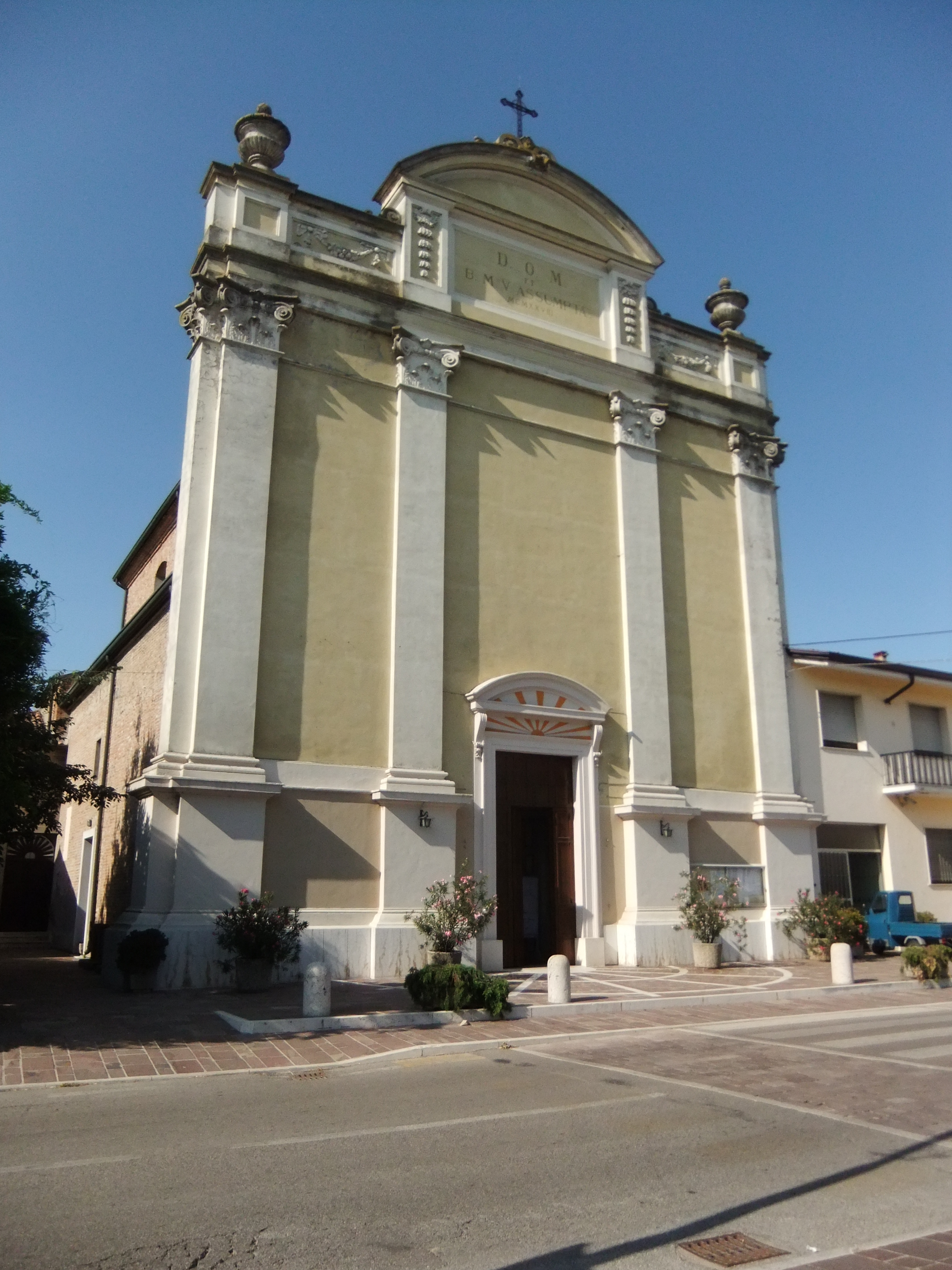
Chiesa di Santa Maria Assunta a Spinimbecco
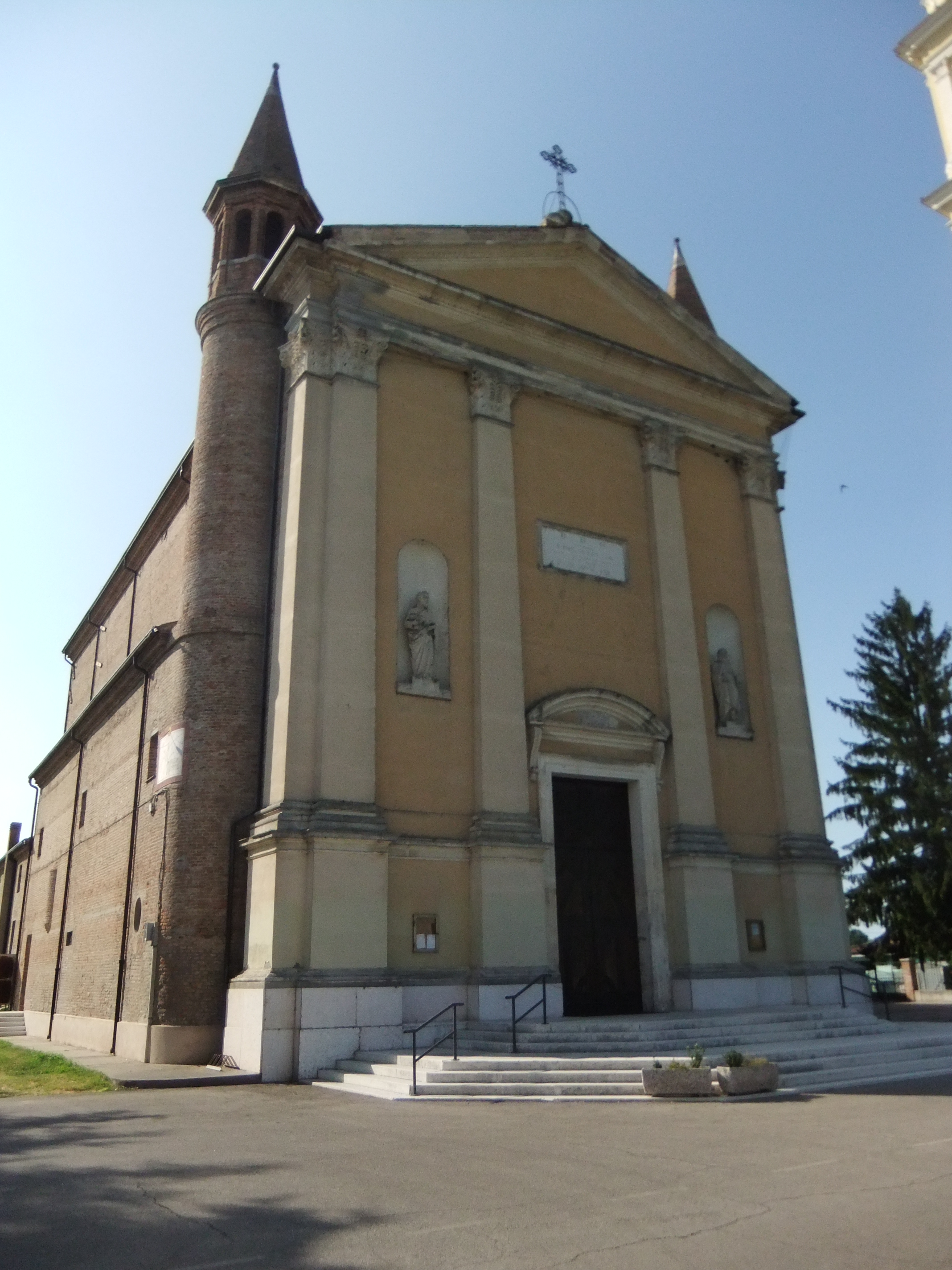
Chiesa di Santa Margherita a Carpi
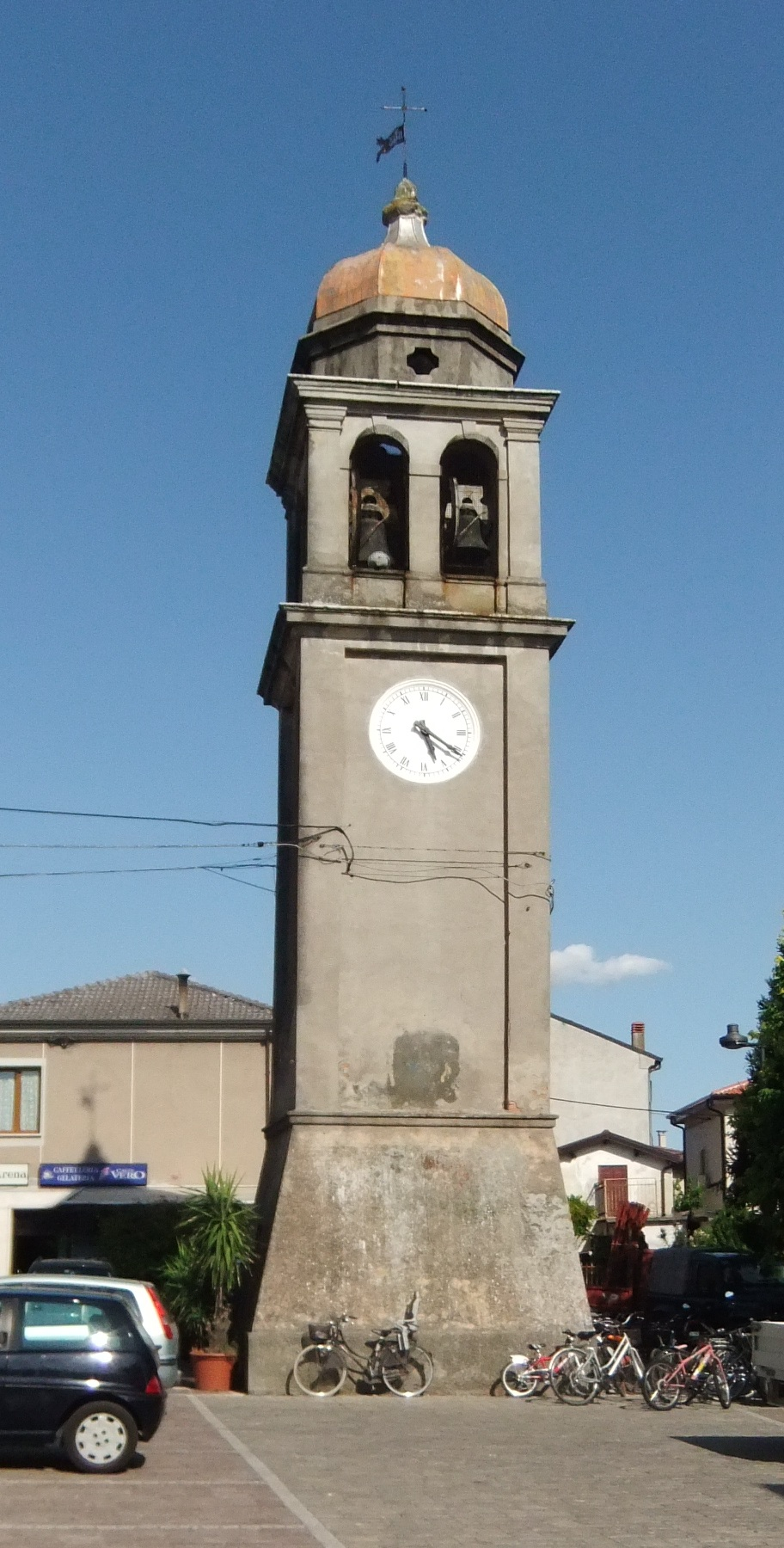
Campanile di Spinimbecco
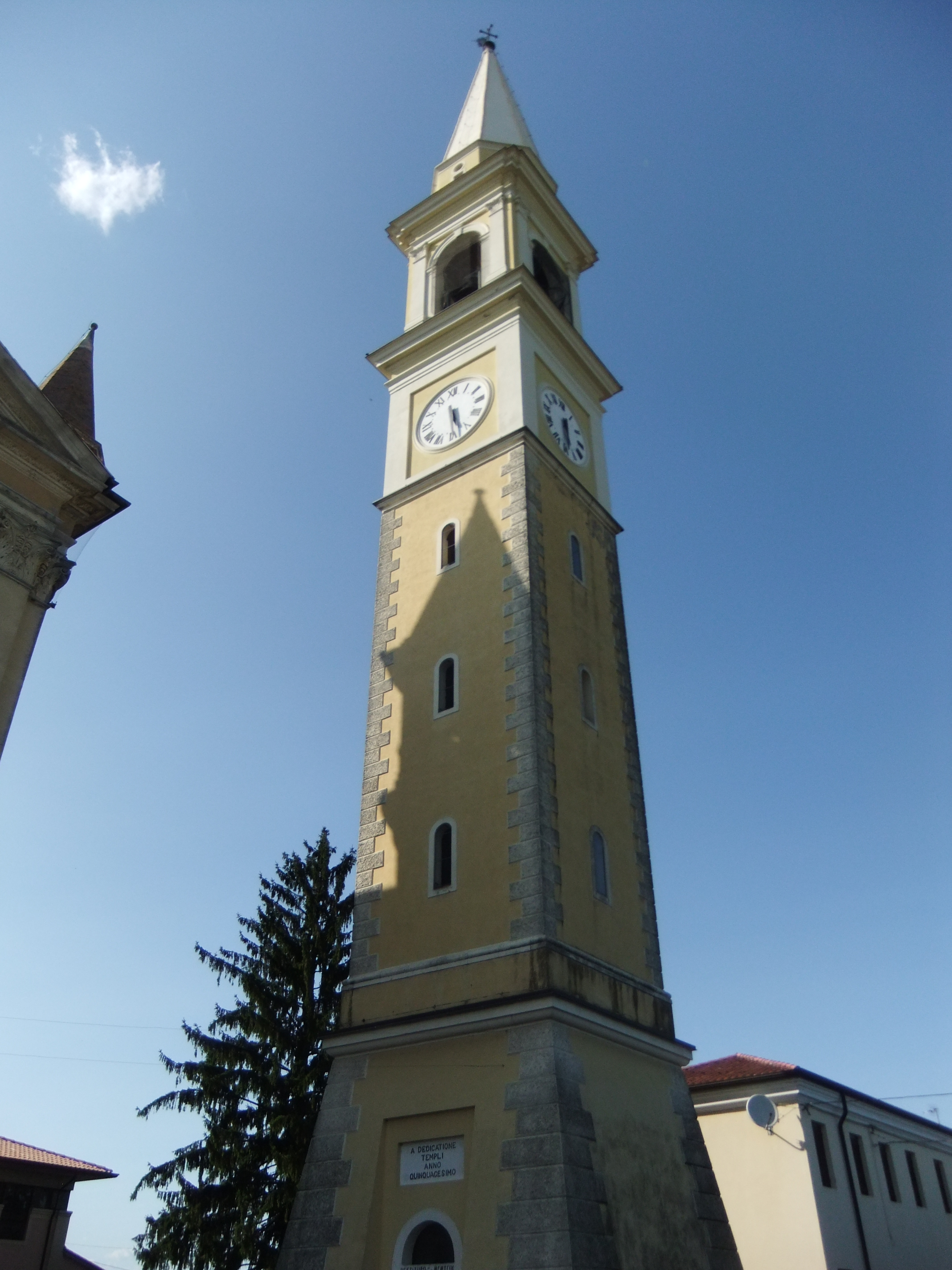
Campanile di Carpi

### Ville
- La Palazzina - XIII secolo

Eretta sui resti di un fortilizio, posto a guardia di un guado nei pressi dell'Adige, del quale rimane solo il torrione, fu presidio del feudo assegnato nel 1392 da Gian Galeazzo Visconti, al suo valoroso capitano d'armi Niccolò Terzi il Vecchio, allora Podestà di Verona, e reggente il Consiglio Visconteo. Il feudo passò poi in eredità al suo primogenito, il condottiero Ottobuono de' Terzi. Dopo l'assassinio di quest'ultimo da parte degli Estensi, nel maggio 1409, divenne rifugio, nei primi giorni del 1410, della sua vedova, Francesca da Fogliano, fuggita dal Parmense e accolta con i giovanissimi figli, sotto la protezione della Repubblica di Venezia. Francesca, che era figlia di Carlo da Fogliano e di Isotta Visconti, nipote quindi di Barnabò, a Villa Bartolomea conobbe, e poi sposò in seconde nozze, il 30 dicembre 1417, il conte Ludovico di San Bonifacio i cui discendenti mantennero definitivamente l'eredità della rocca..
Nel 1935, ormai in cattive condizioni, venne ristrutturata dal Conte Milone di San Bonifacio.
- Villa Viero-Panziera-Ghedini - XVIII secolo

Venne costruita verso la metà del 1700 dalla famiglia Viero nel centro di Villa Bartolomea. Assunse il nome attuale grazie a matrimoni tra le famiglie: nel 1810 Domenica Viero sposa Antonio Panziera mentre successivamente l'erede Domenica Panziera sposa Bortolo Ghedini. I loro figli si distinsero per differenti motivi: Silvio divenne ingegnere guardiamarina e a lui vennero dedicate le scuole medie, mentre Clara donò la villa all'amministrazione comunale.
- Villa San Bonifacio-Milone - XX secolo

Venne costruita dai Conti San Bonifacio di fronte alla Palazzina originaria, a causa della necessità di ampliare i locali destinati a magazzini, scuderie, per le produzioni agricole e per le attività giurisdizionali. Parte di questi locali vennero abbattuti quando, nel 1882, a seguito della rotta dell'Adige, lo Stato ordinò di costruire delle imponenti arginature.
All'interno del piazzale della Villa stava la "Colonna della Giustizia", simbolo della Giurisdizione Giudiziaria dei Conti durante la Repubblica di Venezia. A causa di un fulmine la statua si frantumò e, nel 1786, venne sostituita da un blocco di pietra sulla sommità che ne ricorda la restaurazione.

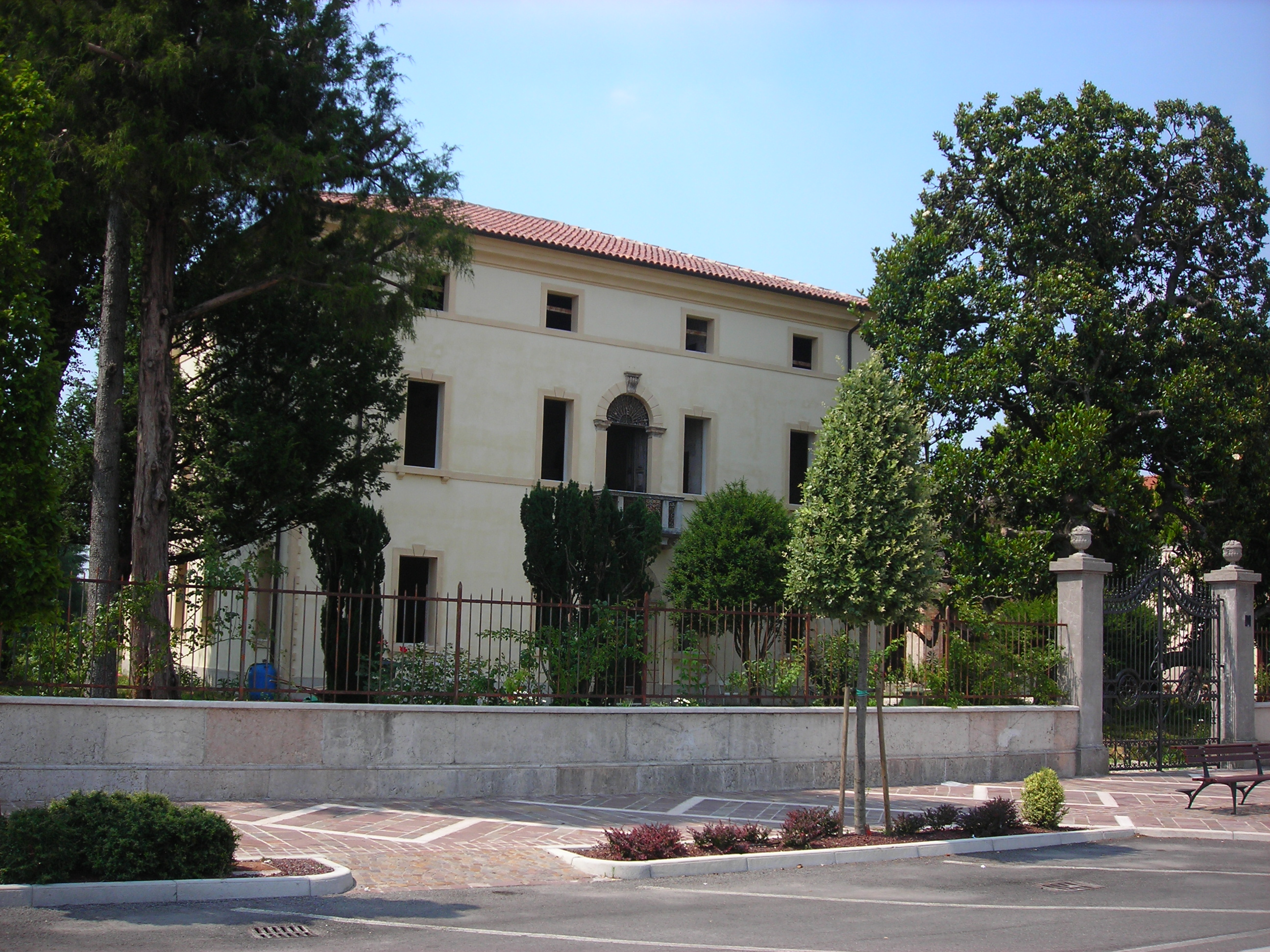
Villa Viero-Panziera-Ghedini[24], oggi in via di restauro
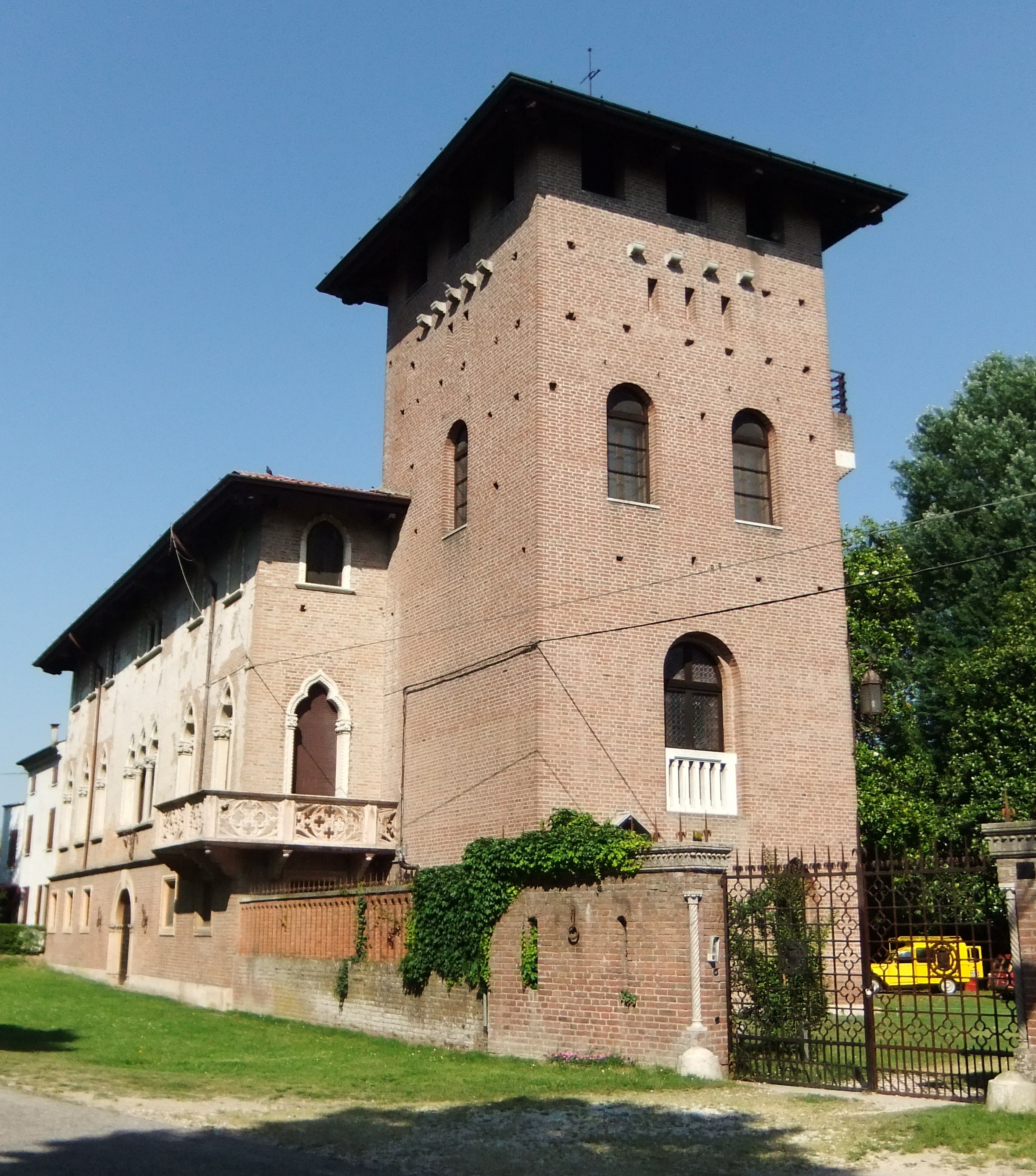
"La Palazzina", presso Villa Sambonifacio.

### Altri edifici

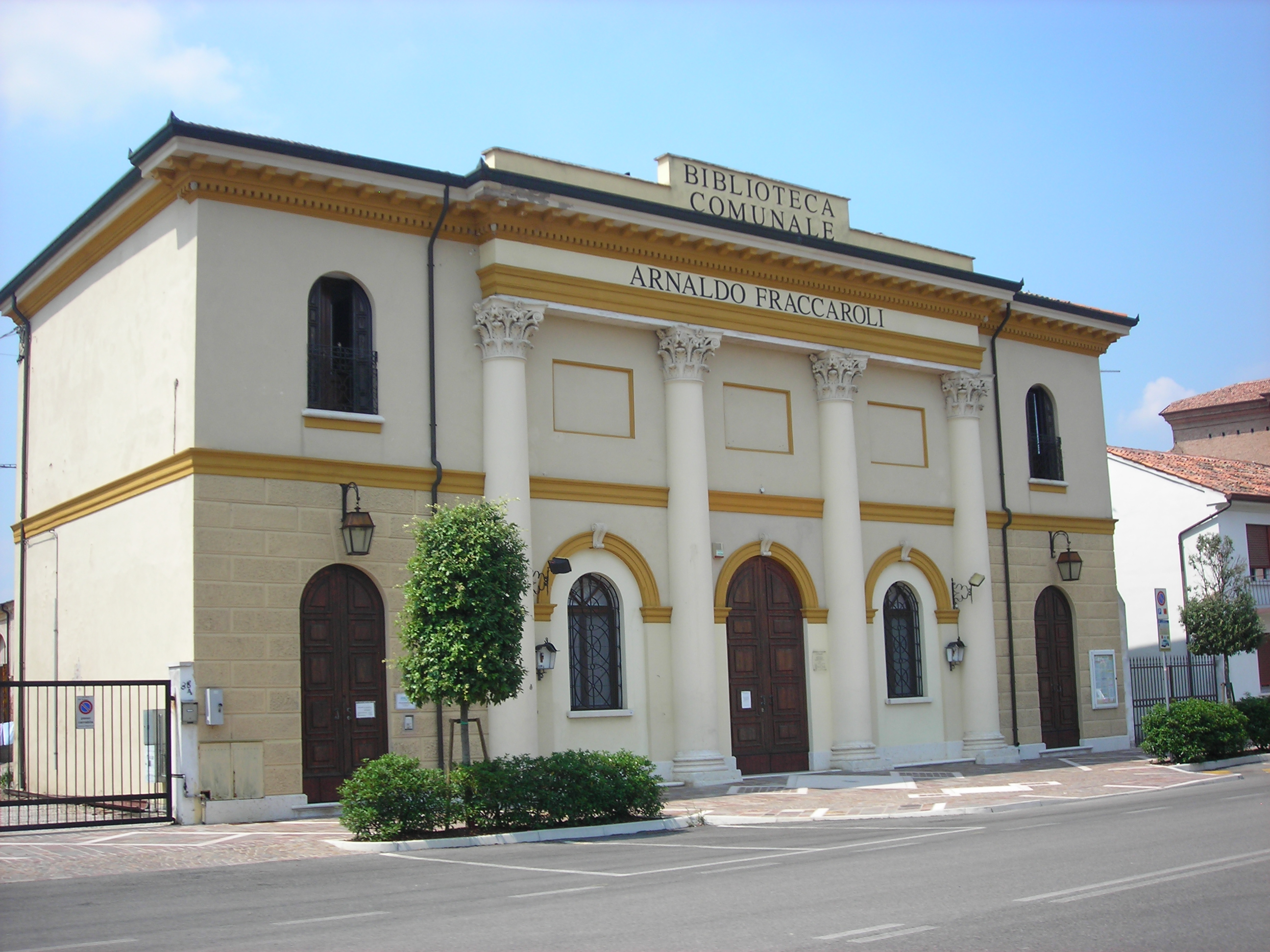
Biblioteca Comunale "Arnaldo Fraccaroli"
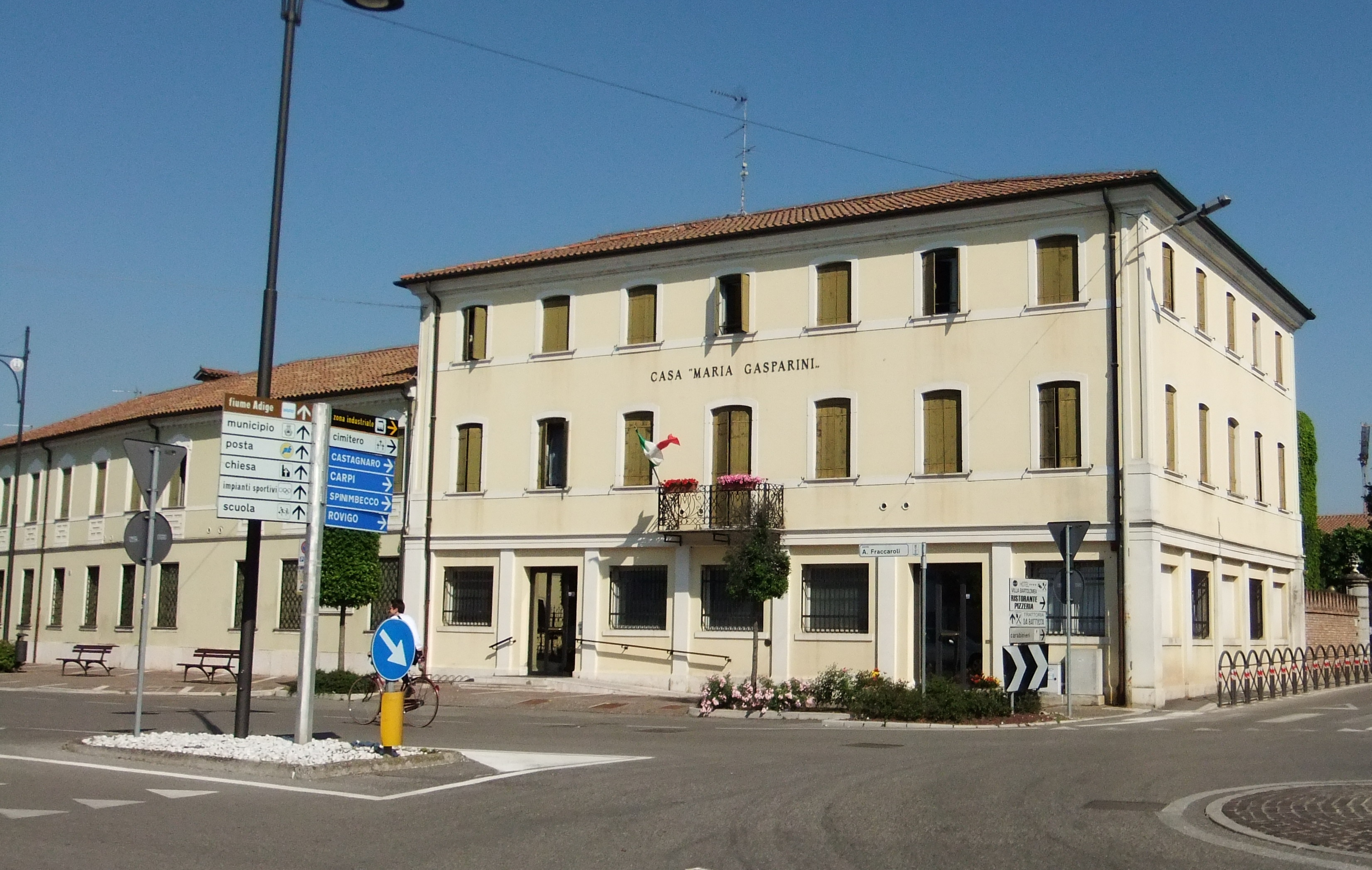
Casa di Riposo "Maria Gasparini"
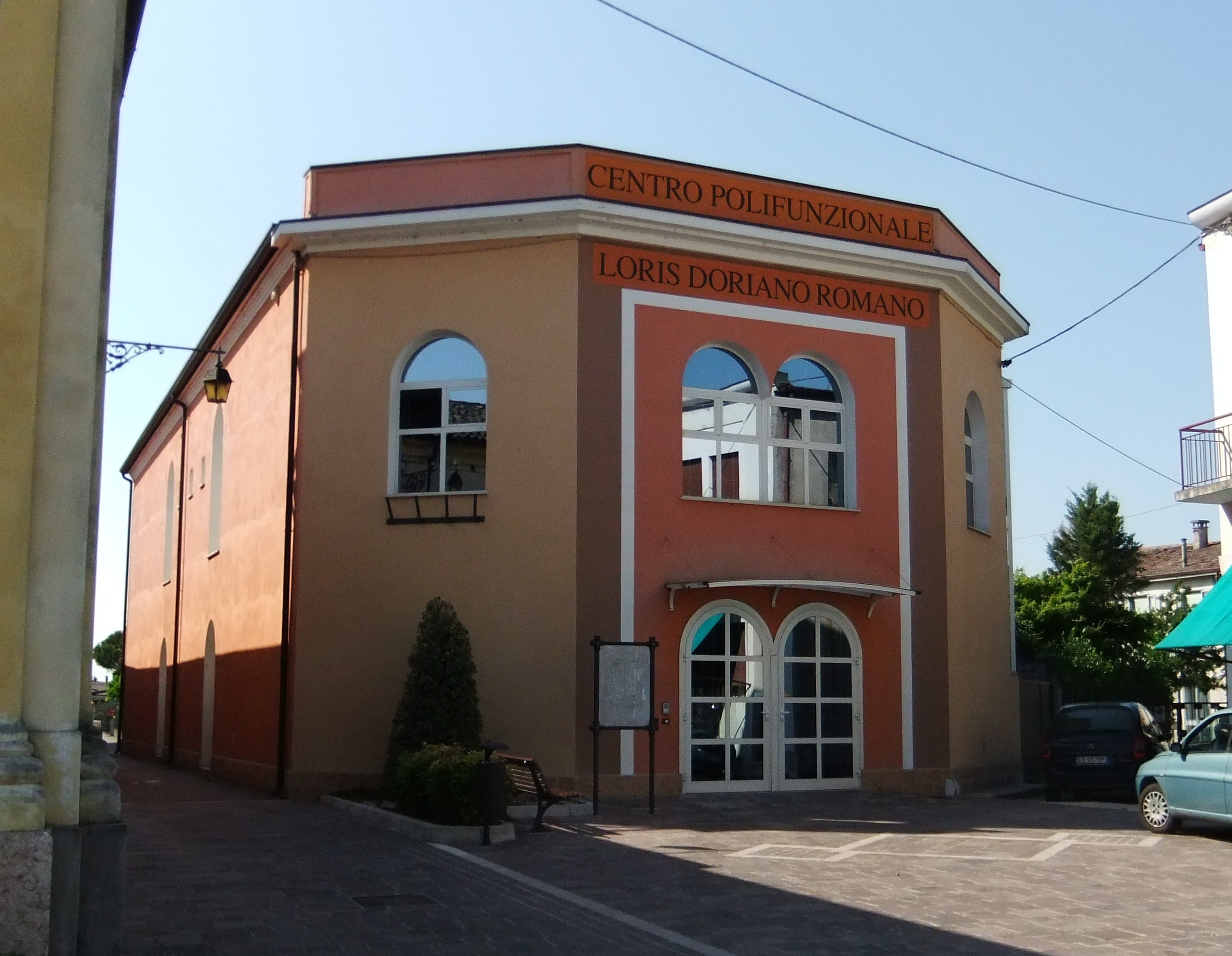
Centro Polifunzionale "Loris Doriano Romano"
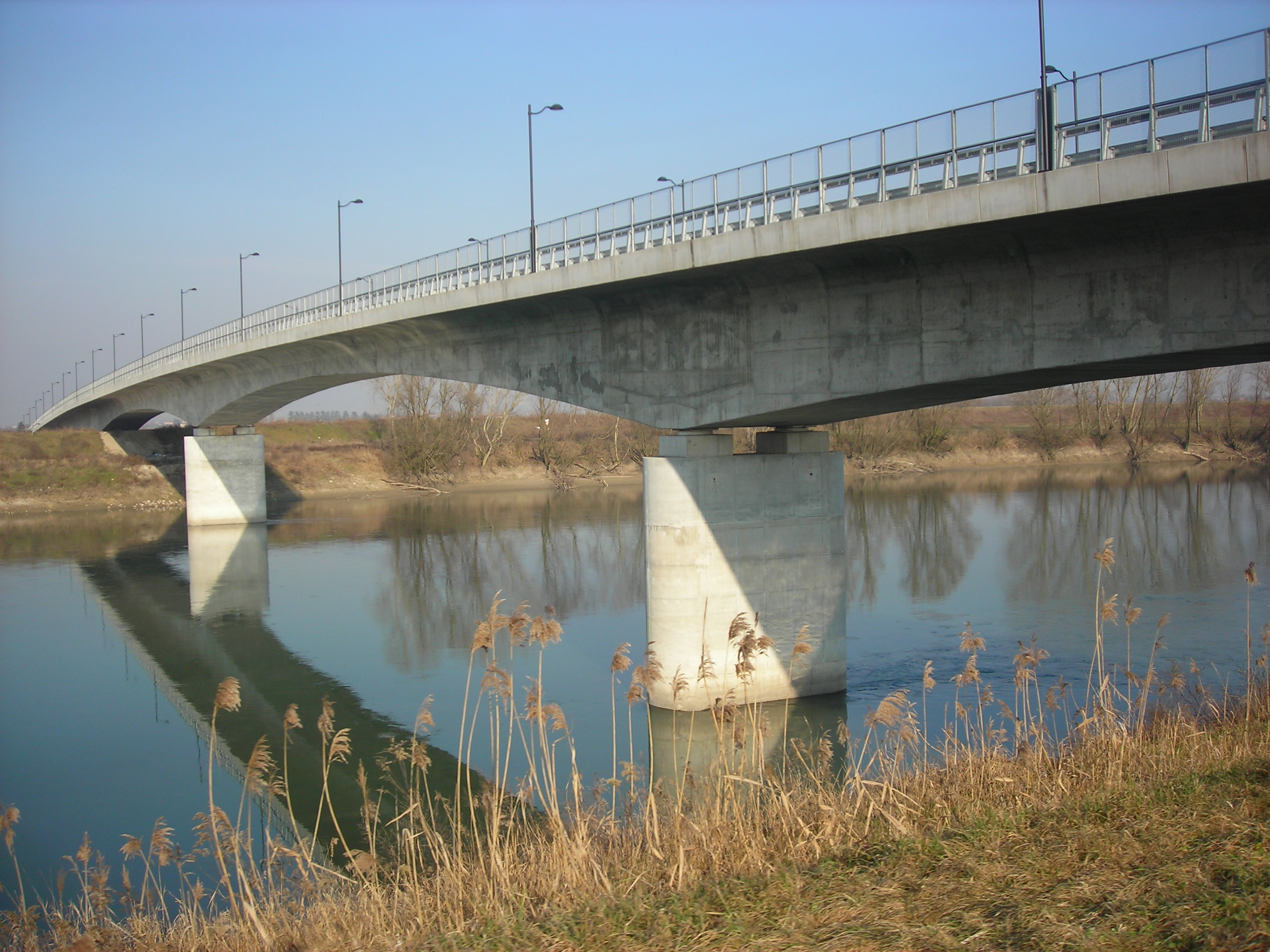
Ponte Romano-Posa tra Carpi d'Adige e Terrazzo
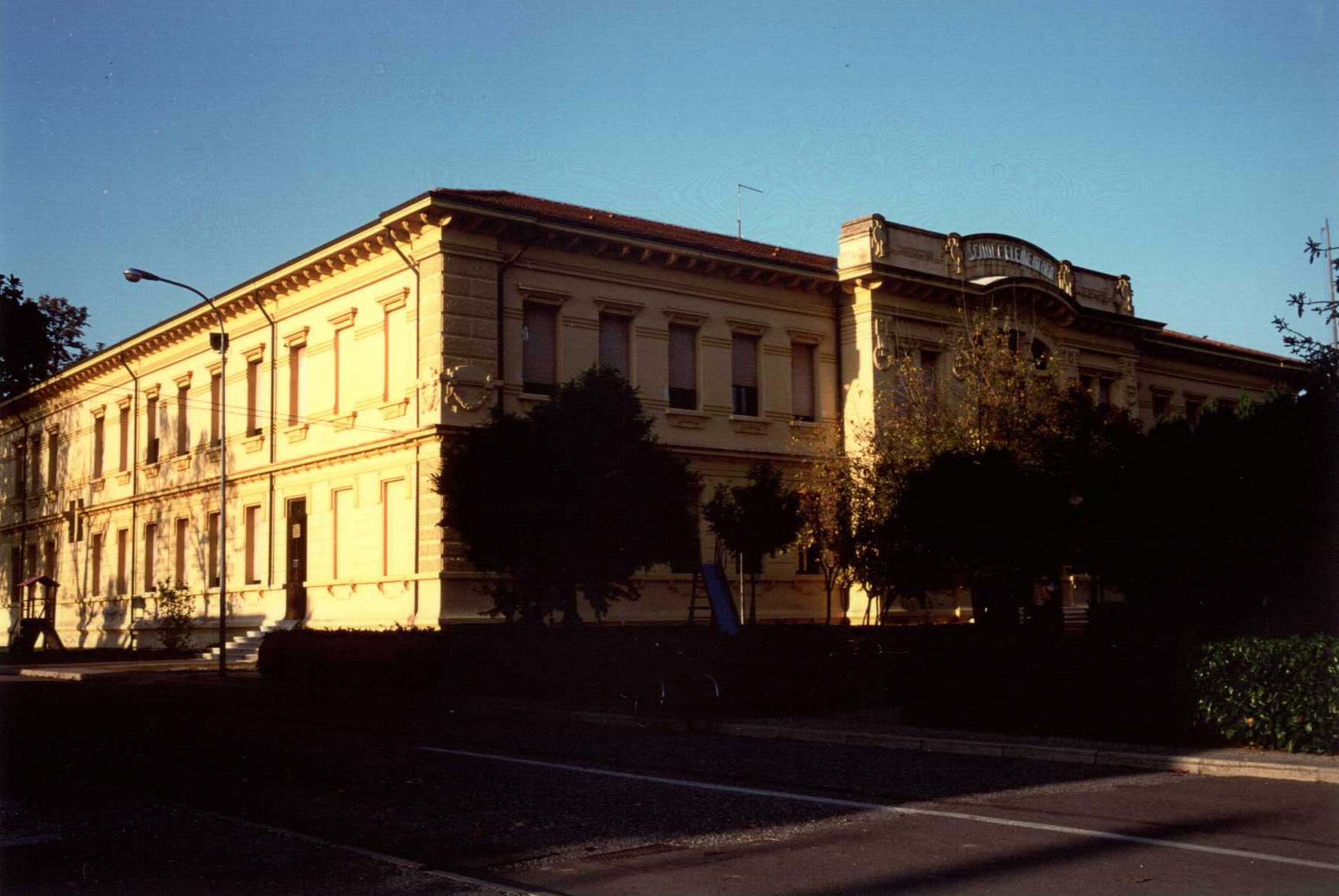
Edificio delle scuole elementari e medie

La biblioteca trova spazio nell'edificio dell'ex scuola di musica e venne inaugurata nel 2005: in stile neoclassico, fatta costruire alla fine dell'Ottocento dal Conte Milone di Sambonifacio come sede della Banda musicale, prima si trovava nei locali adiacenti al Municipio. È intitolata alla memoria di Arnaldo Fraccaroli, giornalista, scrittore, commediografo, sceneggiatore nonché l'inventore dell'espressione «dolce vita» che egli coniò per dare il titolo alla sua commedia del 1912 La dolce vita, titolo che Federico Fellini riutilizzerà nel 1960 per il suo ominomo film interpretato da Anita Ekberg e Marcello Mastroianni.
- Municipio

Situato nel centro del paese, venne costruito alla fine del XIX secolo e ristrutturato alla fine degli anni ottanta. Secondo le nuove disposizioni del 1870 si dovette procedere alla creazione di aule scolastiche per maschi e femmine del paese: i locali del vecchio municipio, situato accanto alla stradella Pasquin, di fronte alla strada per Legnago, non erano sufficienti ad ospitare tutti gli scolari e perciò nel 1872 l'amministrazione Panziera progettò la costruzione del nuovo municipio nella posizione attuale. L'impossibilità dell'esproprio terriero venne risolta nel 1878, quando il neosindaco Conte Milone di Sambonifacio acquistò e donò alla comunità il lotto di 640 m². I lavori di costruzione si protrassero nel biennio 1878-79, su progetto dell'ing. Marconati di Legnago.
Le classi maschili e femminili vennero divise tra vecchio e nuovo municipio fino alla costruzione dell'imponente edificio scolastico nel 1914. Da allora il nuovo municipio venne interamente occupato dagli uffici comunali e, successivamente, dalle Poste. Dopo vari utilizzi, il vecchio municipio venne demolito nel 1968.
- Teatro Sociale

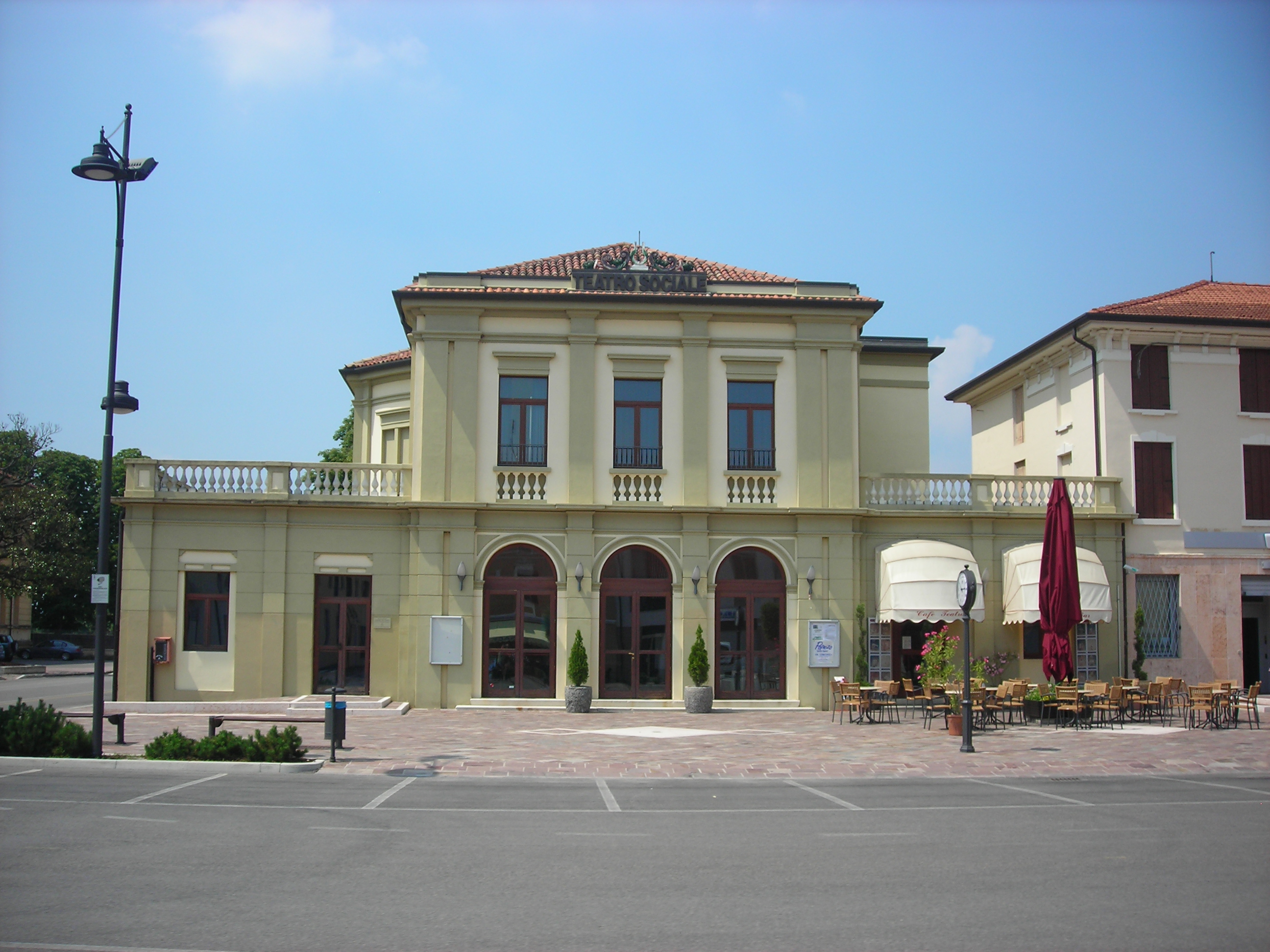
Il Teatro Sociale di Villa Bartolomea, riportato all'antico splendore dalla recente ristrutturazione

Il Teatro Sociale venne realizzato nel 1913 e decorato in stile Liberty da un prigioniero di guerra boemo, Joseph Pikora di Manchersten; vanne aperto ufficialmente lo stesso anno. Situato in Corso Fraccaroli, è un teatro all'italiana su pianta rettangolare con un solo ordine di palchi e nel tempo venne utilizzato per l'opera lirica, l'operetta, il ballo ed il cinema. Rimase in attività dal 1913 al 1980, quando fu chiuso. Il 1º dicembre 1944, alla parete destra del Teatro, vengono trucidati dai nazifascisti i partigiani Dario Roncati, Gino Cavazzana e Silvio Brombin detto Titi. Sul luogo dell'eccidio è stata apposta nel 1945 la seguente lapide:“Perché il popolo non dimentichi / e mediti./Qui/vittime/di nazifascista barbarie/e fratricida tirannide/caddero trucidati/Cavazzana Gino/Brombin Silvio/Roncati Dario/il giorno 1º dicembre 1944./Massimo insulto/alla libertà al dovere/alla giustizia alla vita./Non copre il tempo le umane infamie/ 1º dicembre 1945”. Dal 1996 è di proprietà comunale; negli anni seguenti venne ristrutturato e venne successivamente riaperto nei primi anni 2000. Ospita annualmente una rassegna teatrale. All'interno é presente inoltre una compagnia teatrale stabile, "La Bottega delle Arti ", che annualmente mette in scena i suoi spettacoli in questo teatro.
- Scuole elementari e medie

L'edificio delle scuole elementari venne costruito nel 1914 su progetto dell'Ing. Raffaello De Marchi. A partire dal 1950 l'edificio ha ospitato anche le Scuole di Avviamento Professionale di tipo agrario e industriale, sostituite nel 1963 dalla nuova Scuola Media unica, intitolata lo stesso anno a Silvio Ghedini. Le scuole medie mantengono oggi lo stesso nome, mentre le scuole elementari sono intitolate a Carlo Ederle.
Di fronte all'edificio delle scuole si trovano i giardini comunali di piazza Tre Martiri.
- Casa di Riposo "Maria Gasparini"

La casa di Riposo venne inaugurata il 18 settembre 1941 dedicata alla donatrice Maria Gasparini. Inizialmente fungeva sia da ricovero, sia da asilo, ma dopo l'apertura dell'asilo nel paese, venne completamente adibita a casa di riposo. Nel 1985 iniziarono i lavori di ampliamento e ristrutturazione, che furono completati dopo quattro anni, nel 1989.
- Centro Polifunzionale "Romano Doriano Loris"

Situato nel centro del paese e frutto della ristrutturazione del preesistente Teatro Nuovo, venne dedicato alla memoria del Sindaco Loris Doriano Romano alla sua apertura, avvenuta nel 2007. Negli anni passati è stato adibito a vari usi, diventando per esempio la sede di un supermercato. Ora, dopo il suo rifacimento, ospita una scuola di danza e dei corsi di arti marziali. Al suo interno si possono individuare due parti: il piano superiore ospita una piccola palestra mentre nell'inferiore invece troviamo una piccola sala conferenze ed uno spazio adibito a bar (però non sfruttato).
- Ponte "Romano-Posa"

Primo ponte sull'Adige costruito dal dopoguerra ad oggi, viene inaugurato il 14 settembre 2008 e collega il comune di Villa Bartolomea con il comune di Terrazzo. Il ponte, realizzato in calcestruzzo precompresso gettato in opera, ha una lunghezza totale pari a 1328 m (comprese le rampe). È stato realizzato in corrispondenza di uno dei punti più stretti dell'alveo del fiume, in posizione mediana tra Legnago e Badia Polesine. È costituito da sette campate: tre centrali da 116 m che poggiano su due pile di sostegno in alveo e fuori alveo, due successive laterali da 110 m che poggiano su pile fuori alveo e due laterali da 59.20 m che si agganciano alle spalle dei rilevati delle rampe di accesso al ponte (totale: 690 m). È dedicato alla memoria del sindaco Loris Doriano Romano e Nicolae Posa, operaio morto durante la costruzione del ponte stesso.
- Biblioteca Comunale "Arnaldo Fraccaroli"
- Casa di Riposo "Maria Gasparini"
- Centro Polifunzionale "Loris Doriano Romano"
- Ponte Romano-Posa tra Carpi d'Adige e Terrazzo
- Edificio delle scuole elementari e medie

## Cultura

### Eventi
- Sagra dell'Assunta

La sagra di Santa Maria Assunta e San Rocco si tiene annualmente nella frazione di Spinimbecco a cavallo di [ferragosto]. All'interno della Sagra viene organizzata la "Festa del fagiolo gnocco" con esposizione dei prodotti e la sfilata dei trattori. Dedicata a San Rocco, nel pomeriggio della domenica, si tiene la Messa per gli anziani, durante la quale gli infermi ricevono l'Unzione.
- Sagra di S.Bartolomeo

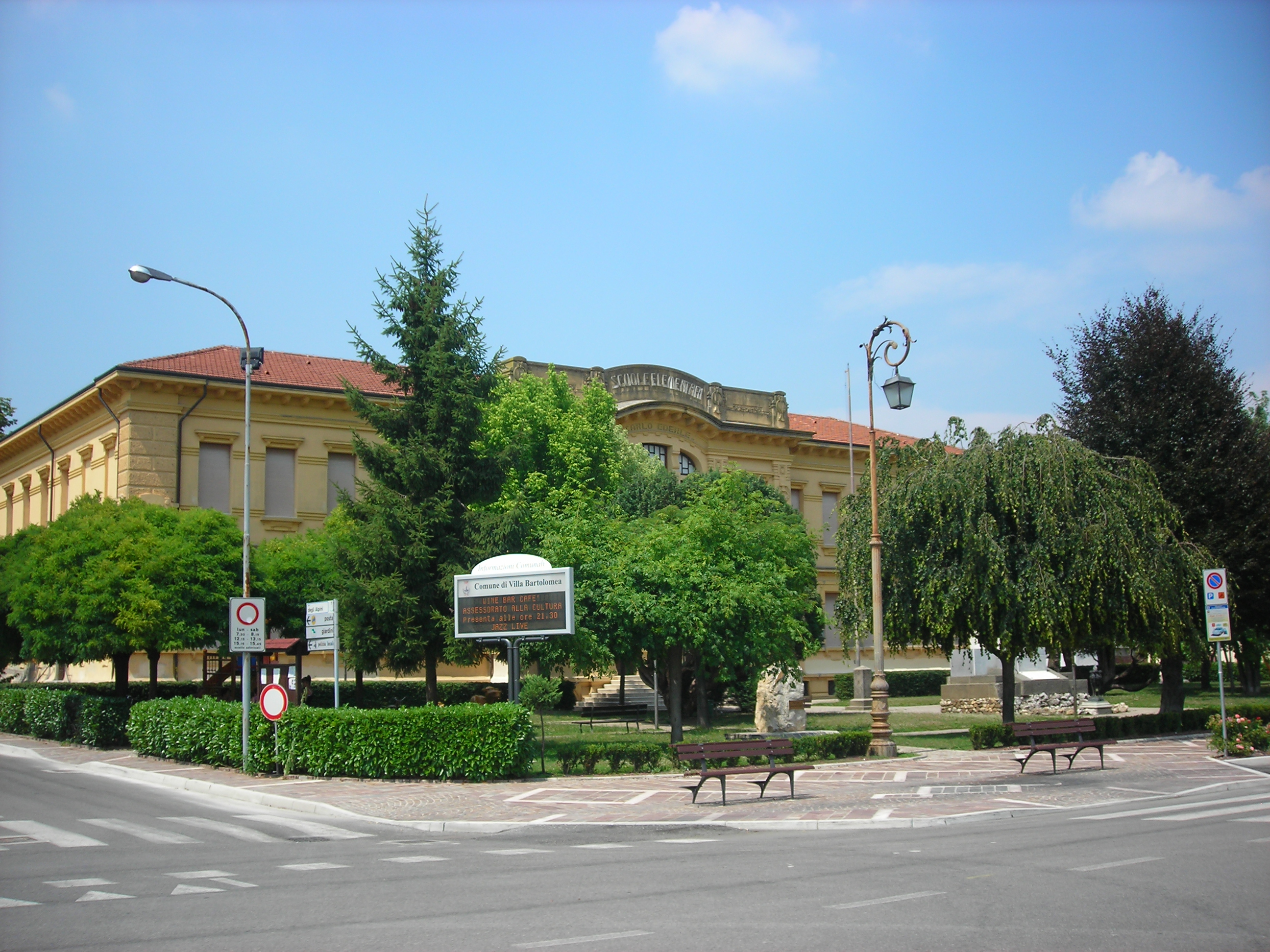
I Giardini Pubblici di Piazza Tre Martiri, che annualmente ospita la sagra paesana

La Sagra di San Bartolomeo apostolo si tiene nel capoluogo nella settimana del 24 agosto, con luna park, bancarelle, concerti, doppia tombola e stand gastronomico.
- Sagra di Santa Margherita

La sagra della frazione di Carpi di Villa Bartolomea è dedicata alla patrona santa Margherita d'Antiochia e si tiene il 20 luglio lungo via Borgo Chiesa, con luna park, bancarelle, tombola e stand gastronomico.
- Sagra della Madonna del Rosario Fondovilla

La Sagra di Fondovilla, dedicata alla Madonna del Rosario, è l'ultima in ordine di tempo dell'anno solare, ha tagliato il traguardo, nel 2008 della 100º edizione. Viene organizzata la prima domenica di ottobre nel piazzale antistante la stazione ferroviaria, in località Fondovilla, con luna park, pesca di beneficenza, concerti e stand gastronomico.
Il Comitato provvisorio responsabile dei festeggiamenti venne creato nel mese di settembre 1909. La prima edizione della sagretta del Capitello si tenne il 3 ottobre dello stesso anno con divertimenti, musica, fuochi, manifesti e lotteria. Nel 2006 la Sagra non venne fatta come segno di rispetto per la uccisione del Sindaco Loris Doriano Romano, accaduto qualche giorno prima. Dal 2017 si è insediato un nuovo direttivo, il Comitato Festeggiamenti Fondovilla, composto da giovani del Paese, che è riuscito in sole tre edizioni ad ottenere ottimi risultat. La durata della manifestazione, nel 2017 di 4 giorni, è arrivata nel 2019 ad essere di 6 giorni.
Carnevale Bortoloto
Carnevale del capoluogo che si tiene ogni anno a gennaio o febbraio con sfilata di carri allegorici e festa in piazza.
- Fiori in Villa

È una manifestazione che a partire dal 2001 si svolge ogni primavera (aprile-maggio) lungo la via principale del capoluogo, con la presenza di decine di espositori del settore della floricoltura e dell'agricoltura.
- Fiera Settembrina

Festa dei sapori e delle tradizioni organizzata dal Comune di Villa Bartolomea nel mese di settembre lungo la via principale del capoluogo.
- Rassegna teatrale

La rassegna teatrale si svolge annualmente dal 2002, anno della riapertura del Teatro Sociale dopo i lavori di restauro degli anni 90. Nel 2012 viene raggiunta la 10ª edizione, incentrata sulla commedia popolare.
- Concorso di poesia dialettale "Angiolo Poli"

Il concorso "Angiolo Poli" è dedicato alla poesia in lingua veneta e si tiene nell'autunno di ogni anno, a partire dal 1993. Il concorso è patrocinato dalla Pro Loco, dal Comune di Villa Bartolomea e dalla Provincia di Verona.

## Economia
In passato l'economia era basata sulla produzione di barbabietole, ortaggi, frumento, mais, soia, tabacco, negli ultimi vent'anni sono nate però piccole e medie imprese, soprattutto alimentari e tessili, e si sono sviluppate nuove industrie, in particolare di carpenteria, di impianti, di produzione di macchine utensili per la lavorazione del legno.

## Amministrazione
| Periodo        | Periodo        | Primo cittadino      | Partito                           | Carica      | Note    |
| -------------- | -------------- | -------------------- | --------------------------------- | ----------- | ------- |
| 1971           | 1975           | Catone Sbardellini   |                                   | Sindaco     |         |
| 1975           | 1977           | Gina Lorando         |                                   | Sindaco     |         |
| 1977           | 1979           | Oreste Valentini     |                                   | Sindaco     |         |
| 1979           | 1985           | Luigi Masin          |                                   | Sindaco     |         |
| 1985           | settembre 1986 | Remo Rigo            |                                   | Sindaco     |         |
| settembre 1986 | aprile 1995    | Giuliano Pasquin     | Democrazia Cristiana              | Sindaco     | [ 35 ]  |
| aprile 1995    | giugno 2004    | Luigi Montagnana     | Centrosinistra - Lista Civica     | Sindaco     | [ 36 ]  |
| giugno 2004    | settembre 2006 | Doriano Loris Romano | Lega Nord - Liste civiche         | Sindaco     | Decesso |
| ottobre 2006   | maggio 2007    | Luca Bersan          | Lega Nord - Liste civiche         | Vicesindaco | [ 38 ]  |
| maggio 2007    | maggio 2012    | Luca Bersan          | Lista "Liste Unite-Lega Nord"     | Sindaco     | [ 39 ]  |
| maggio 2012    | giugno 2017    | Luca Bersan          | Lista "Liste Unite-Lega Nord"     | Sindaco     | [ 40 ]  |
| giugno 2017    | giugno 2022    | Andrea Tuzza         | Lista civica "Prospettiva Futuro" | Sindaco     |         |
| giugno 2022    | in carica      | Andrea Tuzza         | Lista civica "Prospettiva Futuro" | Sindaco     |         |

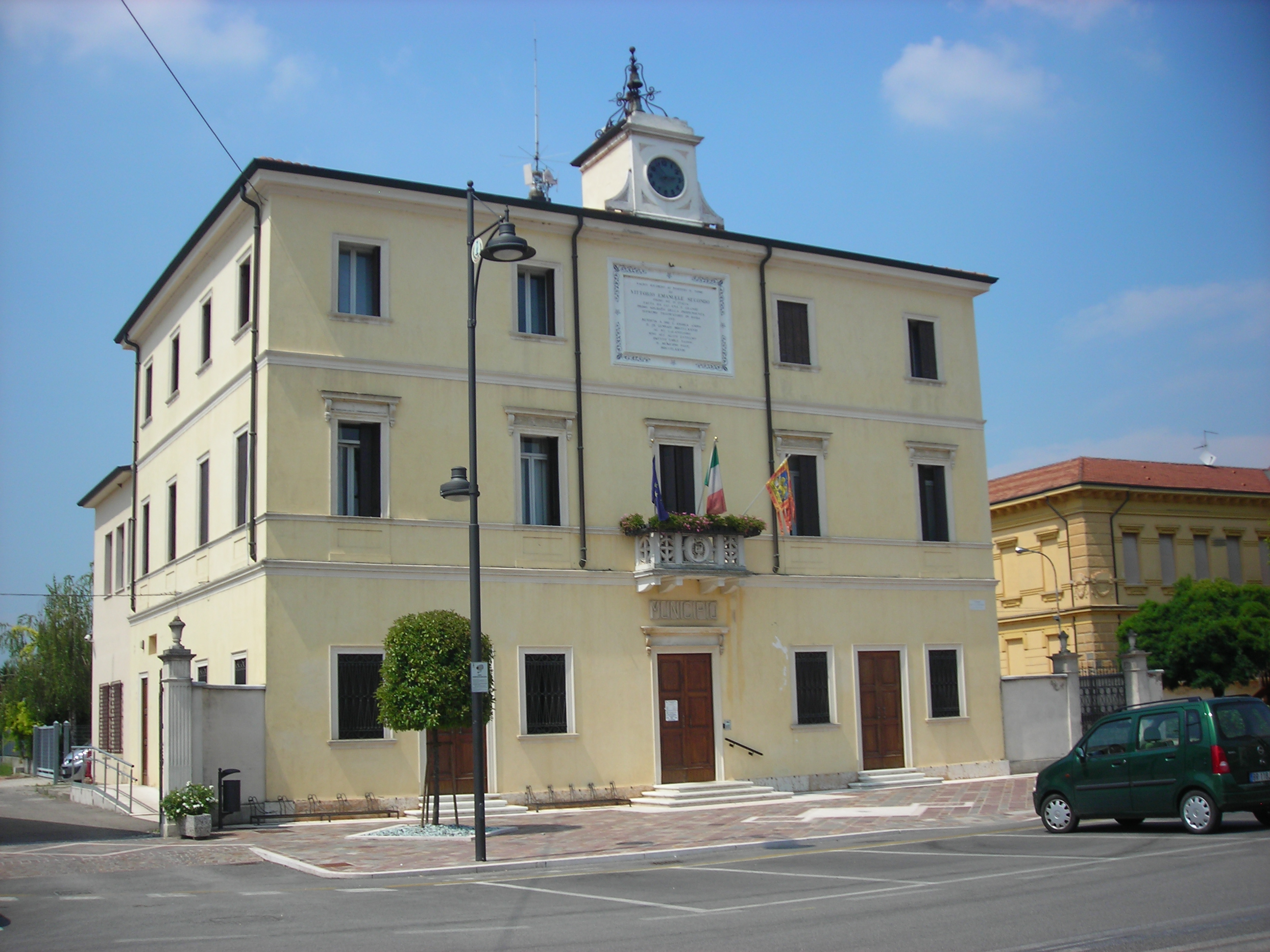
Il Municipio di Villa Bartolomea

Loris Doriano Romano, nato il 28 settembre 1956, venne eletto sindaco il 14 giugno 2004, come candidato di una lista civica. La sua figura balzò agli onori della cronaca nazionale quando, il 30 settembre 2006, fu assassinato, dopo un acceso diverbio, da un dipendente comunale.
La comunità di Villa Bartolomea rimase scossa e scioccata dall'evento e si mobilitò prontamente per rendere onore al sindaco, dedicando alla sua memoria il nuovo Centro Polifunzionale e il nuovo Ponte sul fiume Adige. Successivamente anche il comune di Vigasio, in provincia di Verona, intitolò una via al sindaco scomparso.

## Sport

### Pallavolo
- A.S. Spakka Volley

Lo Spakka Volley è la squadra del paese che ha ottenuto i risultati sportivi migliori. Venne fondata nel 1998, dapprima come squadra maschile e poi come squadra femminile, e si rese protagonista di diverse promozioni: due di fila per la prima squadra maschile (1998-99 e 1999-00) e il balzo dalla III Divisione alla Serie C in cinque anni per la prima squadra femminile (2004-05).
Oggi restano solo le selezioni femminili e, oltre alla prima squadra in Serie B2, gareggiano nei campionati giovanili varie squadre under-13, under-14, under-16 e under-18. La società è attualmente consorziata nel Volley 434 con l'ASD Pallavolo Cerea Al suo primo anno di B2 riesce a mantenere la categoria nel 2014/2015.

### Calcio
- ASD Villa Bartolomea

L'ASD Villa Bartolomea è dalla stagione 2014-2015 la società calcistica del capoluogo, gioca allo stadio comunale e ha colori giallo, rosso e nero. Attualmente milita nel campionato di Seconda Categoria - Girone D e raccoglie l'eredità dell'Aurora 2009, nata nel 2009 dalla fusione di due formazioni già esistenti: il Concordia Villa, rappresentante il capoluogo, e il Carpi, rappresentante la frazione di Carpi di Villa Bartolomea. Già nel 2002 un progetto unitario aveva portato alla creazione della U.S. Concordia VSC, a rappresentare i tre nuclei di Villa Bartolomea, Spinimbecco e Carpi di Villa Bartolomea. La formazione riuscì a raggiungere la Prima Categoria.. Ripescata in Seconda Categoria nel 2013-2014 riuscì ad ottenere una insperata salvezza vincendo due spareggi.
- U.S. Spinimbecco

La seconda società calcistica è l'U.S. Spinimbecco, rappresentante la modesta frazione omonima. La formazione spinimbecchese milita nel campionato di III categoria, nello stesso girone dell'Aurora, con cui negli ultimi anni ha sviluppato un'accesa rivalità. Nei campionati recenti la squadra di frazione ha sempre ottenuto una posizione di media classifica, sfiorando più volte i play-off promozione.

### Altri sport
Nel centro sportivo del paese vengono praticati anche altri sport, tra cui il tennis, curato dalla Associazione Tennis Villa Bartolomea, e il pattinaggio. Nel nuovo centro polifunzionale si svolgono invece i corsi di arti marziali (Karate Shotokan e Tai Chi Chuan) della A.S.D.Shuri-Te.